# شنتشو 13
شنتشو 13 (بالصينية: 神舟十三号، بن-ين: Shénzhōu shí'èr hào) هي مهمة فضائية مأهولة للصين، انطلقت في 16 أكتوبر 2021. وهي المهمة 13 في برنامج شنتشو. تحمل المهمة رواد الفضاء الصينيين إلى وحدة تيانخه الرئيسية، أولى وحدات محطة الفضاء تيانجونج.
من المقرر أن تدوم هذه المهمة 6 أشهر على المحطة الفضائية. وبعدها ستصبح مدة 6 أشهر مدة الإقامة الاعتيادية للرحلات القادمة.
تأتي هذه المهمة بعد المهمة غير المأهولة تيانشو 3، التي التحمت مركبتها بالوحدة الرئيسية تيانخه وحملت مؤنًا للمحطة.

## الطاقم
أُعلن طاقم المهمة في 14 أكتوبر 2021.
اللواء تشاي تشي قانج كان مشاركًا في مهمة شنتشو 7، وانج يانبيج ستكون أول امرأة في محطة تيانجونج، وهي الرحلة الفضائية الثانية لها. أما يي جوانجفو، فستكون هذه رحلته الفضائية الأولى.
| المركز | عضو الطاقم    |
| ------ | ------------- |
| قائد   | تشاي تشي قانج |
| مشغل 1 | وانج يابينج   |
| مشغل 2 | يي جوانجفو    |

## استشهادات
1. 1 2  Jonathan McDowell, Jonathan's Space Report (بالإنجليزية), QID:Q6272367
2. ↑  "عودة رواد فضاء صينيين بعد بعثة في محطة الفضاء الدولية". سبوتنك. 17 سبتمبر 2021. مؤرشف من الأصل في 2021-09-18. اطلع عليه بتاريخ 2021-09-26.
3. ↑  "الصين تطلق سفينة الفضاء المأهولة «شنتشو-13» في 16 أكتوبر". الشروق. 14 أكتوبر 2021. مؤرشف من الأصل في 2021-10-16. اطلع عليه بتاريخ 2021-10-14.